# ماريان بيترسن
ماريان أيرن بيترسن (بالنرويجية: Marianne Iren Pettersen‏) هي لاعبة كرة قدم نرويجية في مركز الهجوم ولدت في يوم 12 أبريل 1975 في مدينة أوسلو عاصمة النرويج، لعبت مع منتخب النرويج لكرة القدم للسيدات 98 مباراة دولية وسجلت 66 هدف، وأبرز إنجازاتها هو فوزها مع المنتخب بالميدالية الذهبية في دورة الألعاب الأولمبية الصيفية 2000 في سيدني في أستراليا، كما فازت بالميدالية البرونزية في دورة الألعاب الأولمبية الصيفية 1996 في أتالانتا، كما فازت مع المنتخب ببطولة كأس العالم لكرة القدم للسيدات 1995 في السويد.

## روابط خارجية
- ماريان بيترسن على موقع الاتحاد الدولي (مؤرشف)  (الإنجليزية)
- ماريان بيترسن على موقع اتحاد النرويج (النرويجية)
- ماريان بيترسن على موقع قاعدة بيانات كرة القدم.إي يو (الإنجليزية)
- ماريان بيترسن على موقع عالم كرة القدم.نت (الإنجليزية)
- ماريان بيترسن على موقع أوليمبيديا (الإنجليزية)